# Open di Zurigo 2007
L'Open di Zurigo 2007  è stato un torneo femminile di tennis giocato sul cemento indoor. 
È stata la 24ª edizione del torneo, che fa parte della categoria Tier I nell'ambito del WTA Tour 2007.
Si è giocato nell'Hallenstadion di Zurigo in Svizzera, dal 15 al 21 ottobre 2007.

## Campionesse

### Singolare
Justine Henin ha battuto in finale  Tatiana Golovin con il punteggio di 6–4, 6–4

### Doppio
Květa Peschke /  Rennae Stubbs hanno battuto in finale  Lisa Raymond /  Francesca Schiavone con il punteggio di 7–5, 7–6(1)